# Paradromulia nigrocellata
Paradromulia nigrocellata là một loài bướm đêm trong họ Geometridae.